# Salvatore Sanzo
Salvatore Sanzo (n. 26 noiembrie 1975, Pisa, Toscana, Italia) este un fost scrimer italian specializat pe floretă, care a cucerit patru medalii olimpice, inclusiv aurul pe echipe la Jocurile Olimpice de vară din 2004. A fost dublu campion mondial atât la individual (în 2001 și 2005), cât și pe echipe (în 2003 și 2008), iar dublu campion european atât la individual (în 1999 și 2000), cât și pe echipe (în 1999 și 2009). A câștigat clasamentul general al Cupei Mondiale din 2003-2004. În prezent este președintele Comitetului Olimpic Național Italian (CONI) din Toscana și viceprimar orașului Pisa însărcinat cu sport și mediul.

## Carieră
S-a apucat de scrimă sub îndrumarea maestrului Antonio Tringale la clubul „Smipar” (Școala Militară de Parașutiști) din Pisa. La vârsta de 11 ani a devenit elevul lui Antonio Di Ciolo, care a fost și maestrul campionilor olimpici Alessandro Puccini și Simone Vanni.
În anul 1992 a cucerit medalia de argint la Campionatul Mondial pentru cadeți. În anul următor s-a legitimat la Centrul Sportiv „Carabinieri”. Doi ani mai târziu, a obținut aurul la Campionatul Mondial pentru juniori de la Paris. S-a alăturat echipei naționale de seniori în 1995. Cu aceasta, a cucerit medalia de bronz la Campionatul Mondial din 1997. A obținut prima sa medalie într-o competiția majoră la seniori, un bronz, la Campionatul Mondial din 1998 de la La Chaux-de-Fonds. În anul 1999, a devenit campion național al Italiei. A cucerit aurul atât la individual, cât și pe echipe la Campionatul European de la Bolzano. 
La Jocurile Olimpice din 2000 de la Sydney a fost eliminat în sferturile de finală de rusul Dmitri Șevcenko și s-a clasat pe locul 5. La proba pe echipe, Italia a pierdut cu China în semifinală, apoi a câștigat cu Polonia în „finala mică” și s-a mulțumit cu bronzul. În 2001 a cucerit medalia de aur la Campionatul Mondial de la Nîmes, după ce a trecut în finală de francezul Loïc Attely. Astfel a obținut primul titlu mondial italian la floretă masculin după cel al lui Andrea Borella în 1986. Nu a putut urca pe podium la Campionatul Mondial din 2003 de la Havana, dar împreună cu Simone Vanni și Andrea Cassarà, a obținut primul aur mondial pe echipe al Italiei de la 1990.
Din cauza dominației sale în sezonul 2003-2004, era considerat marele favorit la ediția de la Atena. A atins finala fără emoții, apoi l-a întâlnit pe francezul Brice Guyart. După ce a condus cea mai mare parte a meciului, a fost învins, scorul fiind 13–15, și i-a ocolit titlul olimpic încă o dată. La Campionatul Mondial din 2005 de la Leipzig și-a repetat performanța de la Nîmes, învingându-l pe chinezul Zhang Liangliang.
La Jocurile Olimpice din 2008 a pierdut în semifinală la o tușă diferență cu japonezul Yuki Ota. La rândul său în „finala mică” l-a învins la limită pe chinezul Zhu Jun, cucerind medalia de bronz,  cea de-a patra din cariera sa, dar și ultima: proba de floretă masculin nu figura pe programul olimpic la această ediție, și el s-a retras din activitatea competițională la începutul anului 2009.
Începând cu 2005 lucrase deja pentru ziarele Gazzetta dello Sport și Quotidiano Sportivo, și pentru canalul de televiziune TeleGranducato. După retragere a lucrat ca jurnalist sportiv la Sky Sports pe Serie B și Lega Pro. Împreună cu Diana Bianchedi a comentat probele de scrimă la Jocurile Olimpice din 2012.

## Viață personală
S-a căsătorit în anul 2002 cu floretista Frida Scarpa.  Împreună au doi copii: Virginia, născută în 2005, și Alessandro, născut în 2007.

## Legături externe
- it  Site-ul oficial lui Salvatore Sanzo
- it  PrezentarePDF la Federația Italiană de Scrimă
- en Salvatore Sanzo la Olympedia.org